# Dạ khổng tước
Dạ Khổng Tước (tiếng Pháp: Le Paon de Nuit, tiếng Trung: 夜孔雀) là một bộ phim chính kịch nghệ thuật năm 2016 của đạo diễn Đới Tư Kiệt với sự tham gia của Lưu Diệc Phi, Lưu Diệp, Lê Minh, Dư Thiếu Quần. Phim được phát hành tại Trung Quốc đại lục vào ngày 20 tháng 5 năm 2016.

## Nội dung
Dạ Khổng Tước kể về Elsa, là một du học sinh ở Pháp. Thời gian học tại Paris, cô gặp gỡ và nảy sinh tình cảm với Kiến Dân, là một bậc thầy về hình xăm. Nhưng trước đó, khi còn ở Thành Đô, cô trải qua mối tình với Mã Vinh, là một người anh em của Kiến Dân. Người yêu trước (Mã Vinh) tìm được một loại tằm đặc biệt đúng như nguyện vọng của anh – Dạ Khổng Tước. Để lưu giữ những kỷ niệm về hai người đàn ông, Elsa đã xăm hình Dạ khổng tước lên vai của mình và mối quan hệ giữa ba người bị gắn chặt bởi loài bướm đẹp mê hồn..

## Diễn viên
- Lưu Diệc Phi vai Elsa (sinh viên người Pháp gốc Hoa)
- Lưu Diệp vai Kiến Dân
- Dư Thiếu Quần vai Mã Lâm
- Lê Minh vai Mã Vinh

## Sản xuất
Phim quay tại Paris, Pháp và Thành Đô, Trung Quốc. Doanh thu tại Trung Quốc đại lục đứng thứ bảy với 25 triệu Nhân dân tệ trong ba ngày đầu tuần. Tổng doanh thu cuối cùng là 33,178 triệu Nhân dân tệ.

## Giải thưởng
| Giải thưởng                                 | Hạng mục               | Kết quả          | Ghi chú |
| ------------------------------------------- | ---------------------- | ---------------- | ------- |
| Liên hoan phim Thế giới Montreal lần thứ 40 | Phim hay nhất          | Đề cử            | [ 5 ]   |
| Liên hoan phim quốc tế Busan lần thứ 20     | Cửa sổ điện ảnh Châu Á | Không tranh giải | [ 6 ]   |